# إيريك رومر
إيريك رومر (بالفرنسية: Éric Rohmer) (و. 1920 – 2010 م) هو مخرج أفلام، وصحفي، وكاتب، وكاتب سيناريو، وناقد سينمائي، ومونتير، ومدرس، وممثل، وروائي، ومخرج مسرحي، ومؤلف، من فرنسا، توفي في باريس، عن عمر يناهز 90 عاماً.

## التعليم
تعلم في مدرسة هنري الرابع.

## جوائز وترشيحات
حصل على جوائز منها:
- David di Donatello Luchino Visconti  [لغات أخرى]‏ (1989)
- جائزة الأسد الذهبي، عن عمل: The Green Ray (film) [الإنجليزية]‏ (1985)
- جائزة المجلس الوطني للمراجعة لأفضل فيلم أجنبي  [لغات أخرى]‏، عن عمل: The Marquise of O (film) [الإنجليزية]‏ (1975)
- جائزة المجلس الوطني للمراجعة لأفضل فيلم أجنبي  [لغات أخرى]‏، عن عمل: Claire's Knee [الإنجليزية]‏ (1970)
- جائزة الجمعية الوطنية الأمريكية للنقاد السينمائيين لأفضل سيناريو [الإنجليزية]‏، عن عمل: My Night at Maud's [الإنجليزية]‏ (1969)
- جائزة لويس ديلوك [الإنجليزية]‏، عن عمل: Claire's Knee [الإنجليزية]‏ (1969).

ترشح لـ:
- جائزة الفيلم الأوروبي لأفضل مخرج [الإنجليزية]‏، عن عمل: The Lady and the Duke [الإنجليزية]‏ (2000)
- جائزة سيزر لأفضل كاتب سيناريو، عن عمل: Boyfriends and Girlfriends [الإنجليزية]‏ (1987)
- جائزة سيزار لأفضل فيلم، عن عمل: Full Moon in Paris [الإنجليزية]‏ (1984)
- جائزة سيزار لأفضل مخرج، عن عمل: Full Moon in Paris [الإنجليزية]‏ (1984)
- César Award for Best Original Screenplay [الإنجليزية]‏، عن عمل: Full Moon in Paris [الإنجليزية]‏ (1984)
- César Award for Best Original Screenplay [الإنجليزية]‏، عن عمل: Le Beau Mariage [الإنجليزية]‏ (1982)
- جائزة الجمعية الوطنية للنقاد السينمائيين لأفضل مخرج  [لغات أخرى]‏، عن عمل: The Marquise of O (film) [الإنجليزية]‏ (1975)
- جائزة الجمعية الوطنية للنقاد السينمائيين لأفضل مخرج  [لغات أخرى]‏، عن عمل: Claire's Knee [الإنجليزية]‏ (1970)
- جائزة الجمعية الوطنية الأمريكية للنقاد السينمائيين لأفضل سيناريو [الإنجليزية]‏، عن عمل: My Night at Maud's [الإنجليزية]‏ (1969)
- جائزة الأوسكار لأفضل كتابة "سيناريو أصلي"، عن عمل: My Night at Maud's [الإنجليزية]‏.

## وصلات خارجية
- إيريك رومر على موقع IMDb (الإنجليزية)
- إيريك رومر على موقع الموسوعة البريطانية (الإنجليزية)
- إيريك رومر على موقع روتن توميتوز (الإنجليزية)
- إيريك رومر على موقع مونزينجر (الألمانية)
- إيريك رومر على موقع ألو سيني (الفرنسية)
- إيريك رومر على موقع ميوزك برينز (الإنجليزية)
- إيريك رومر على موقع تيرنر كلاسيك موفيز (الإنجليزية)
- إيريك رومر على موقع أول موفي (الإنجليزية)
- إيريك رومر على موقع قاعدة بيانات الأفلام السويدية (السويدية)
- إيريك رومر على موقع إن إن دي بي (الإنجليزية)